# Winfried Kretschmann
Winfried Kretschmann (født 17 maj 1948 i Spaichingen i Baden-Württemberg) er en tysk politiker fra partiet De grønne (Die Grünen). Siden 12. maj 2011 har han været ministerpræsident i Baden-Württemberg og den første grønne ministerpræsident i en tysk delstat.
Kretschmann er opvokset på landet i Schwäbische Alb i det sydlige Baden-Württemberg. Efter skolegang i Oberschwaben og værnepligt studerede han til gymnasielærer i biologi og kemi ved en lærehøjskole i Stuttgart, hvorfra han tog afgangseksamen i 1977. Fra 1973 til 1975 var han aktiv i et vesttysk kommunistparti (Kommunistischer Bund Westdeutschland).
Efter tre år som skolelærer i Sigmaringen gik han ind i politik og blev et af de stiftende medlemmer af Baden-Württembergs afdeling af det tyske Grønne Parti i Sindelfingen, 30. September, 1979.
I 1980 blev han for første gang valgt ind i delstatsparlamentet (landdagen) og blev fra 1983 til 1985 formand for parties parlamentsgruppe. I 1985 forlod han Stuttgart for et arbejde i Hessen i miljøministeriet, som blev ledet af partifællen Joschka Fischer.
I 1988 vendte han tilbage til Baden-Württemberg og blev samme år genvalgt til Landdagen. Han mistede sin plads i 1992, men vendte tilbage i 1996 efter fire år, hvor han igen underviste, og beholdt sin plads i valgene i 2001, 2006 og 2011. I 2002 blev han igen valgt til formand for parties parlamentsgruppe.
Kretschmann er katolik og tilhører den mere realpolitikorienterede, konservative fløj af Det Grønne Parti. Han er gift, har tre børn og bor i Laiz, som er en del af Sigmaringen.